# Niccolò Gaddi
Niccolò Gaddi (Florencia, 1490 - ib., 16 de enero de 1552) fue un eclesiástico italiano, obispo de Fermo y de Sarlat, arzobispo de Cosenza, cardenal y destacado actor de la vida política florentina durante las guerras italianas.

## Vida

### Primeros años
Hijo de Taddeo Gaddi y de Antonia Altoviti, descendía por ambas ramas de familias dedicadas al negocio bancario y bien relacionadas en la vida política florentina. Supuestamente estaba emparentado con Catalina de Médici. 
Destinado desde joven a la carrera eclesiástica, a los trece años recibió las órdenes menores, y pronto empezó a acumular beneficios eclesiásticos con la concesión in commendam de varias abadías en Arezzo, Chieti, Rímini, Andria, Florencia y Apulia.
Trasladado a Roma, fue nombrado clérigo de la Cámara Apostólica y abreviador en la Cancillería papal. 
En tiempos del papa León X, en 1521 fue nombrado obispo de Fermo, por renuncia en su favor del cardenal Giovanni Salviati; mantuvo la diócesis casi toda la vida, aunque la mayor parte del tiempo se halló ausente de la misma. No está claro si llegó a recibir la consagración.

### Cardenal de Clemente VII

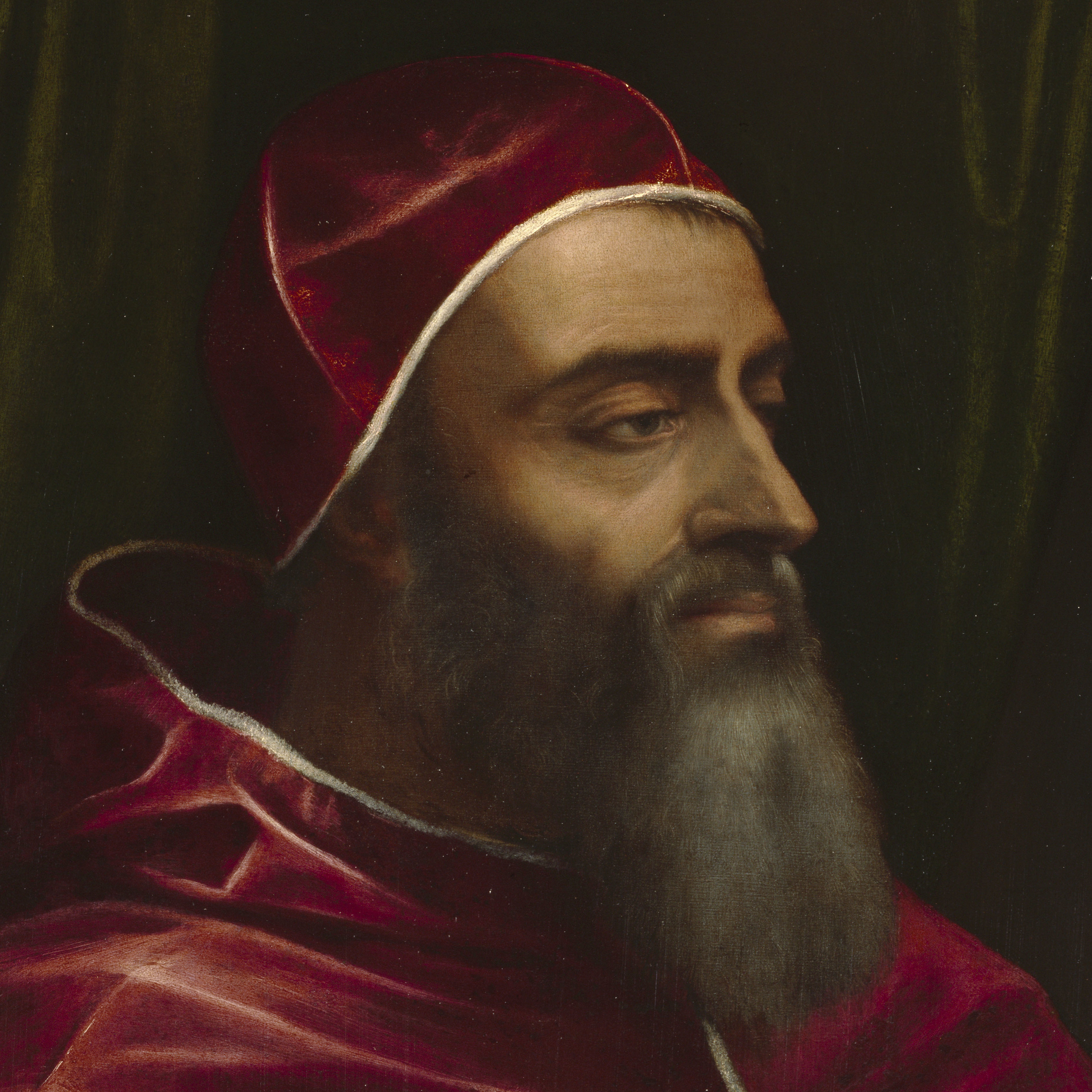
Clemente VII.

Clemente VII le creó cardenal diácono de San Teodoro en el consistorio de mayo de 1527. Eran los tiempos de la Guerra de la Liga de Cognac, y con el ejército imperial de Carlos III de Borbón a las puertas de Roma, el papa concedió los capelos a los nobles acaudalados que pudieran aportar cuantiosos fondos con los que la Santa Sede pudiera preparar la defensa, 
pero el dinero no llegó a tiempo: tres días después del consistorio, las tropas saqueaban Roma y hacían preso al papa en el Castillo Sant'Angelo.  Ante la imposibilidad de éste de pagar su rescate, los imperiales tomaron como rehenes a Gaddi y a los cardenales Trivulzio y Pisani y los condujeron al Castel Nuovo de Nápoles, donde permanecieron hasta la satisfacción de las cantidades acordadas en enero de 1529.
En 1528 fue nombrado arzobispo de Cosenza, que cedió siete años después a su sobrino Taddeo. Fiel a los Médici, sirvió a Clemente VII en sus manejos para instalar a su hijo Alessandro de Medici como duque de Florencia, hecho que se verificó en 1531. En 1533 acompañó al papa a Marsella para el matrimonio de su sobrina Catalina de Médici con Enrique de Orleans. y con la intermediación del rey Francisco I, fue nombrado cardenal protector de Francia, y se le concedió el obispado de Sarlat, que mantendría hasta 1545.

### Pontificado de Paulo III

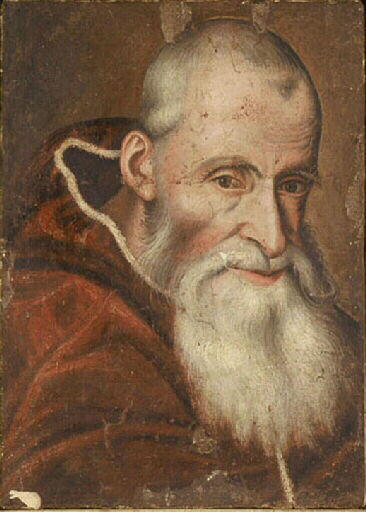
Paulo III.

Murió el papa Clemente en 1534, y en el cónclave que se siguió Gaddi fue uno de los pocos italianos que apoyaron a Jean de Lorraine, pero ante la imposibilidad de elevar al pontificado a un francés, fue elegido papa Alessandro Farnese, que tomó el nombre de Paulo III. 
La situación política en Florencia ocupó gran parte de su tiempo en estos años: perdido su principal apoyo con la muerte de Clemente VII, el duque Alessandro se arrimaba al emperador Carlos V concertando la boda con su hija Margarita. Secundado por su canciller Maurizio Albertani y por el cardenal Innocenzo Cybo, mantenía un gobierno férreo y despótico con el que se ganó numerosas enemistades entre los aristócratas locales, gran parte de ellos en el exilio, que conjuraban para derrocarlo. El principal de sus rivales fue Ippolito de Médici, en cuyo partido militó Gaddi junto con los cardenales Giovanni Salviati y Niccolò Ridolfi, apoyados por Filippo Strozzi y por el rey de Francia, pero Ippolito moría en 1535 entre sospechas de envenenamiento después de haber intervenido en un atentado contra Alessandro. 

La restauración de la república en Florencia pareció factible en 1537 cuando Alessandro fue asesinado por su pariente Lorenzino de Médici; los exiliados pretendieron recuperar el gobierno de la ciudad, pero se les adelantó Cosme I de Médici, que consiguió del senado florentino ser elevado al poder. De todas maneras Gaddi, Salviati y Ridolfi emprendieron el viaje acompañados de un nutrido cuerpo de tropa aprestado para la ocasión con el que se pretendía tomarla por la fuerza, pero a la llegada encontraron a Cosme apoyado por la mayor parte de la aristocracia local y por las tropas españolas de Pirro Colonna, enviado desde Milán por Alfonso de Ávalos, y por las galeras de Francisco Sarmiento, enviado por Andrea Doria. 
Desde Montepulciano, los cardenales entendieron la inutilidad de un enfrentamiento militar y licenciaron sus tropas, y la proyectada recuperación de la ciudad quedó reducida a una simple visita de cortesía. Paulo III, obligado a una prudente neutralidad entre imperiales y franceses, cesó en sus apoyos, y Florencia quedó definitivamente en manos del duque.
En 1538 Gaddi formaba parte del séquito papal desplazado a Francia con motivo de la firma de la Tregua de Niza por la que se ponía fin a la guerra entre Francia y el Imperio, y aprovechando el viaje, llegó hasta su diócesis de Sarlat, en cuya administración estuvo ocupado hasta finales de 1541.

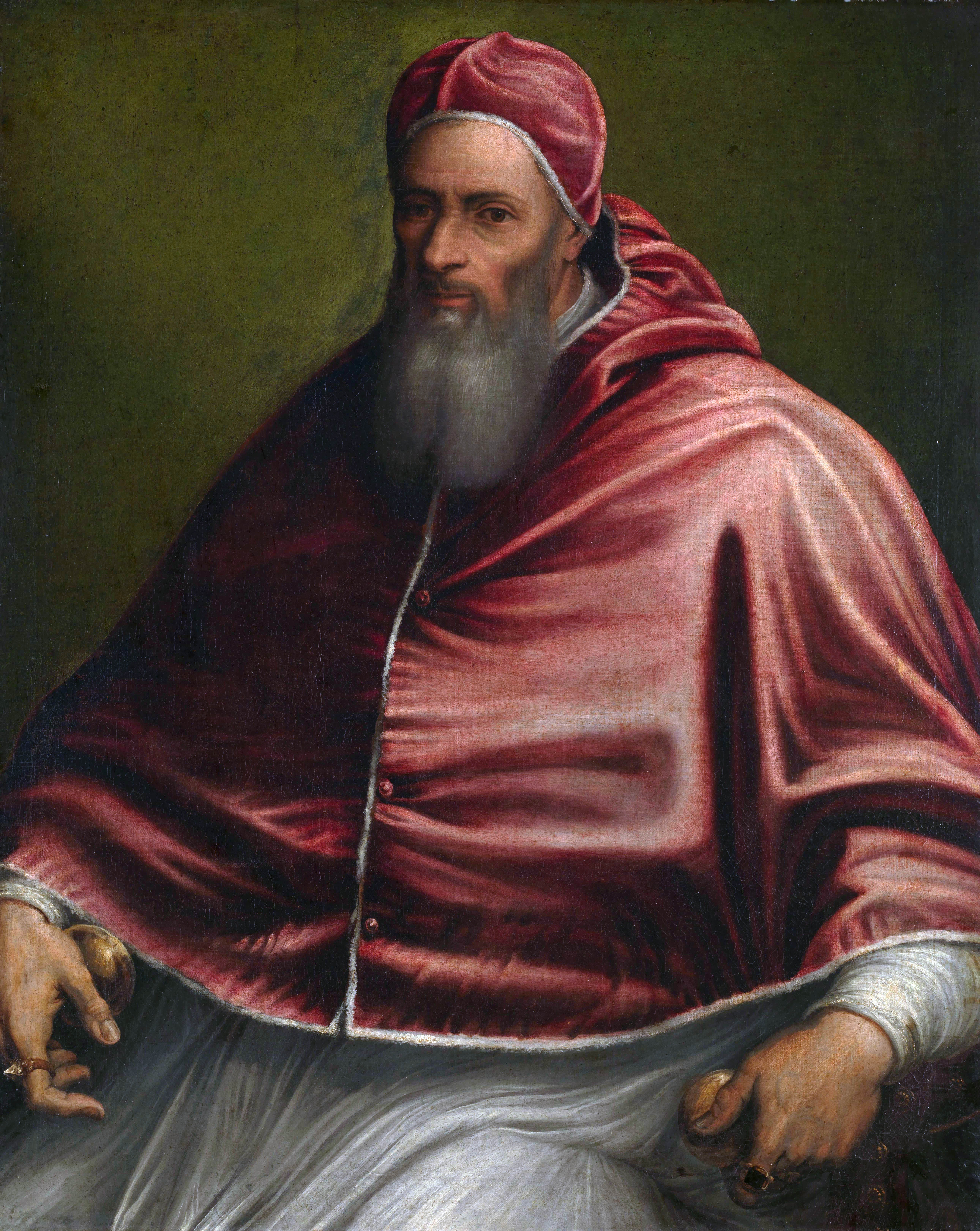
Julio III.

### Retiro
Su participación en el cónclave de 1549 en que fue elegido papa Julio III fue el último acto relevante conocido de su vida. Cedió la diócesis de Fermo a su sobrino Lorenzo Lenzi, optó sucesivamente por los títulos de Santa Maria in Domnica y Santa Maria in Via Lata, fue cardenal protodiacono como el más antiguo entre los de su orden, y retirado por motivos de salud, alternó su residencia entre Florencia y los baños termales de la Toscana. 
A finales de 1551 fue elevado a cardenal presbítero con el mismo título pro illa vice.
Muerto en enero del año siguiente a los 61 de edad, fue sepultado en la capilla familiar en la Iglesia de Santa María Novella.